# Jānis Kalniņš
Jānis Kalniņš (Pärnu, 3 november 1904 - Fredericton, 30 november 2000) was een Letse, later Canadese componist en dirigent.

## Levensloop
Hoewel Kalniņš werd geboren in het Estse Pärnu, was hij een Let. Zijn vader was de componist Alfrēds Kalniņš, die met  Baņuta (1920) de eerste opera in het Lets schreef.
Jānis Kalniņš trad in de voetsporen van zijn vader. Van 1920 tot 1924 studeerde hij compositieleer bij Jāzeps Vītols en volgde hij de dirigentenopleiding aan het Staatsconservatorium van Riga. Daarna zette hij zijn opleiding voort bij Erich Kleiber in Salzburg en bij Hermann Abendroth en Leo Blech in Berlijn. Tussen 1923 en 1933 was hij dirigent bij het Lets Nationaal Theater en tussen 1933 en 1944 bij de Letse Nationale Opera. Daarnaast trad hij op als gastdirigent in Zweden, Duitsland en Polen.
In 1940, tijdens de Tweede Wereldoorlog, werd Letland bezet door de Sovjet-Unie, in 1941 door nazi-Duitsland. In de herfst van 1944 was de Sovjet-Unie weer aan de winnende hand. Toen ontvluchtte Kalniņš zijn land. Hij bracht enkele jaren door in diverse vluchtelingenkampen in Duitsland. In 1948 emigreerde hij naar Canada. Daar werd hij organist en koorleider aan de St Paul’s United Church in Fredericton. De functie van organist hield hij tot aan zijn emeritaat in 1991. In 1951 werd hij  dirigent van het Fredericton Civic Orchestra en begon hij muzieklessen te geven aan de lerarenopleiding van de provincie New Brunswick. In 1954 werd hij Canadees staatsburger.
Tussen 1962 en 1968 was Kalniņš chef-dirigent van het New Brunswick Symphony Orchestra. Hij had veel contacten met organisaties van Letse vluchtelingen in Noord-Amerika en dirigeerde vaak muziekuitvoeringen tijdens bijeenkomsten van die organisaties. Hij overleed in Fredericton in 2000. Op zijn verzoek werd hij begraven in Letland.

## Oeuvre
Kalniņš componeerde in laatromantische stijl, maar hij werd ook beïnvloed door de Letse volksmuziek. Hij schreef orkestwerken, waaronder vier symfonieën, kamermuziek en koorwerken, waaronder een Requiem (1988-1991). Ook schreef hij vier opera’s.
In 1978 voerde hij met het Windsor Symphony Orchestra zijn Derde Symfonie en de New Brunswick Rhapsody uit. Ter gelegenheid van zijn tachtigste verjaardag in 1984 werd zijn oeuvre geëerd met drie concerten, in Toronto, Chicago en New York, en kreeg hij een ‘New Brunswick Award for Excellence in the Arts’ uitgereikt. Vóór de Tweede Wereldoorlog had hij al de Orde van de Drie Sterren van Letland en de Orde van Vasa van Zweden gekregen.
Sinds Letland in 1991 opnieuw onafhankelijk is geworden, wordt de muziek van Jānis Kalniņš er vaak uitgevoerd. In juli 2001 werd in Riga een herdenkingsconcert met muziek van Kalniņš gegeven als onderdeel van het Letse Zang- en Dansfestival. In Letland wordt ook veel muziek van Kalniņš op de plaat gezet.

## Selectie uit zijn werken

### Voor orkest
- Vier symfonieën (1939-44, 1953, 1973 en 1977).
- Brāļu kapi (‘Het Broederenkerkhof’) (1931)
- Letse Rapsodie voor orkest (1934)
- Twee Letse boerendansen voor orkest (1936).
- Lakstigala un roze (‘De nachtegaal en de roos’), ballet (1938).
- Vioolconcert (1946).
- Muziek voor strijkorkest (1965).
- New Brunswick Rhapsody voor orkest (1967).

### Voor stemmen en orkest
- Vier opera’s: Unguni (1933), Lolita’s Magische Vogel (1933), In het vuur (1934) en Hamlet (1935).
- Symphony of the Beatitudes (‘Symfonie van de gelukzaligheden’) voor basstem, koor en orkest (1950).
- The Long Night (‘De lange nacht’) voor koor en orkest (1965).
- Carmen, symfonisch gedicht voor koor en orkest (1982).
- Trimdinieku Vakardziesma, cantate voor solostem, gemengd koor en orkest (1988).
- Requiem in e mineur voor sopraan, bariton, gemengd koor en piano, orgel of orkest (1988-1991).

### Kamermuziek
- Twee orgelsonates (1979 en 1981).
- Twee pianosonates (1977 en 1978).
- Strijkkwartet (1947).
- Sonate voor hobo en piano (1963).
- Two Shepherd Songs (‘Twee herdersliederen’) voor zangstem, hobo en piano (1963).
- Klusa Stunda voor viool en piano (1968).
- Larghetto Serioso voor viool en piano (1975).
- Sonate voor viool en piano (1975).
- Strijktrio (1979).
- Drie preludes voor orgel (1983).
- Concert voor piano en kamerorkest (1984).
- Pianokwintet (1987).

### Voor stemmen
- The Bird’s Lullaby (1950).
- The Lord's Prayer (1954).
- When Jesus Came to Birmingham (1954).
- The Potter's Field voor gemengd koor en orgel (1958).
- The Deserted Church (‘De verlaten kerk’) voor gemengd koor (1970).
- Latvijai voor vrouwenkoor en strijkkwartet (1976).
- New Brunswick Song Cycle (1984).